# Lambda Herculis
Lambda Herculis (Maasym, λ Her) – gwiazda w gwiazdozbiorze Herkulesa (wielkość gwiazdowa 4,41m), odległa o 369 lat świetlnych od Słońca.

## Nazwa
Gwiazda nosi tradycyjną nazwę Maasym, która wywodzi się od arabskiego ‏المعصم‎ ‏al Miʽṣam‎, co oznacza „nadgarstek”. Nazwa ta nawiązuje do wyobrażonej postaci Herkulesa, ale pierwotnie oznaczała Omikron Herculis i została błędnie przypisana tej gwieździe przez Bayera. Błąd utrwalił się i Międzynarodowa Unia Astronomiczna w 2016 roku formalnie zatwierdziła użycie nazwy Maasym dla określenia lambdy Herkulesa.

## Charakterystyka
Lambda Herculis to olbrzym należący do typu widmowego K3. Obliczony na podstawie wielkości obserwowanej i odległości promień tej gwiazdy to 35 promieni Słońca, ale bezpośredni pomiar średnicy kątowej (w podczerwieni) daje wynik 56 razy większy niż średnica Słońca; przyczyna tej rozbieżności nie jest znana. Masa gwiazdy jest trzykrotnie większa niż masa Słońca. Gwiazda rozpoczęła życie na ciągu głównym jako błękitna przedstawicielka typu widmowego B8 i obecnie może być w jednym z dwóch momentów swojej ewolucji. Albo zwiększa swoją jasność po ustaniu syntezy wodoru w hel (w tym przypadku miałaby około 350 milionów lat), albo po zakończeniu syntezy helu w węgiel i tlen (jeśli ma 430 milionów lat). W drugim przypadku jej jasność przekroczy 3000 L☉, po czym Maasym stanie się mirydą, by wreszcie odrzucić otoczkę.
William Herschel obliczył, że punkt, w kierunku którego zdąża Słońce w ruchu wokół Centrum Galaktyki, przypada na gwiazdę Lambda Herculis. Nowsze, bardziej precyzyjne obliczenia wskazują, że jest on bliższy gwieździe Omikron Herculis.